# Unión Nacional para la Independencia Total de Angola
Unión Nacional para la Independencia Total de Angola o UNITA (en portugués: União Nacional para a Independência Total de Angola) es un partido político de Angola, que durante más de 35 años fue un movimiento armado en las guerras de Independencia (1957-75) y Civil (1975-2003) angoleñas. Su fundador y principal líder fue Jonás Savimbi (1934-2002). El actual líder de la UNITA es Adalberto Costa Júnior.
Hasta 1996, la UNITA se financiaba con minas de diamantes angoleñas tanto en Lunda Norte como en Lunda Sul, a lo largo del valle del río Cuando, especialmente la mina Catoca, que era la única mina de kimberlita de Angola en ese momento. Valdemar Chindondo se desempeñó como jefe de gabinete en el gobierno de UNITA, rebeldes pro-occidentales, durante la Guerra civil angoleña (1975-2002). Jonas Savimbi, dirigente de la UNITA, presuntamente ordenó el asesinato de Chindondo.
El sucesor de Savimbi como presidente de la UNITA fue Isaías Samakuva. Tras la muerte de Savimbi, la UNITA abandonó la lucha armada y participó en la política electoral. El partido ganó 51 de los 220 escaños en las elecciones parlamentarias de 2017. Samakuva dimitió como líder del partido en noviembre de 2019, siendo sustituido por Adalberto Costa Júnior.

## Historia

### Inicios
Jonás Savimbi y sus seguidores fueron antes de 1967 militantes del Frente Nacional para la Liberación de Angola  de tendencia derechista y prooccidental, fundado por Holden Roberto, nacionalista del grupo étnico Bakongo de Angola del Norte.
Cuando Roberto decidió transformar su primer grupo, la Unión de las Poblaciones del Norte de Angola, en el FNLA, reclutó militantes de otros grupos étnicos, como Savimbi que era de la etnia de los Ovimbundu del área de Huambo. Cuando en 1965 tras un golpe de Estado con participación directa de los Estados Unidos, el dictador Mobutu Sese Seko se hizo con el poder en la República Democrática del Congo, su cuñado Roberto empezó recibir ayuda financiera de Mobutu y de sus aliados, principalmente de la CIA norteamericana para oponerse al nuevo gobierno izquierdista formado tras la independencia de Angola. La dominación por poderes extranjeros de los Bakongos, que representaba Roberto, y el hecho que este controlara la organización desde el exilio en Leopoldville molestaban a Savimbi. Pero lo que más temía era el gran desarrollo del MPLA, grupo rival que tenía el apoyo de la URSS.[cita requerida]

### Apoyo extranjero
UNITA recibió apoyo de varios gobiernos en África y alrededor del mundo, incluyendo la República Popular de Bulgaria, Egipto, Francia, Israel, Marruecos, la República Popular China, Arabia Saudita, Zaire, y Zambia.
Durante la administración de Ronald Reagan, altos funcionarios de seguridad se reunieron con líderes de UNITA. El director de la Agencia Central de Inteligencia, William J. Casey, el Consejero de Seguridad Nacional, Richard Allen, y el Secretario de Estado, Alexander Haig, se reunieron el 6 de marzo con líderes de UNITA en Washington D.C. El subsecretario de Estado para Asuntos Africanos se reunió con Savimbi en marzo en Rabat, Marruecos. El Secretario de Defensa Caspar Weinberger, su asistente para Asuntos de Seguridad Internacional Francis West, el Secretario Adjunto de Defensa Frank Carlucci, Director Adjunto de la CIA Bobby Inman, y el director de la Agencia de Inteligencia de Defensa, James Williams, se reunieron con Savimbi entre noviembre de 1981 y enero de 1982. Aunque la Enmienda Clark prohíbe la participación de EE. UU. en la guerra civil, el secretario Haig le dijo a Savimbi en diciembre de 1981 que EE. UU. continuaría brindando asistencia a UNITA.
El gobierno de Estados Unidos "alentó explícitamente" a los gobiernos de Israel, Marruecos, Arabia Saudita, Sudáfrica y Zaire a ayudar a UNITA. En 1983, los gobiernos de Estados Unidos y Sudáfrica acordaron enviar armas desde Honduras, Bélgica y Suiza a Sudáfrica y luego a UNITA en Angola. Estados Unidos también intercambió armas con Sudáfrica a cambio de inteligencia sobre la guerra civil.
Savimbi se benefició del apoyo de conservadores estadounidenses influyentes, incluidos Michael Johns de la Fundación Heritage y otros líderes conservadores, quienes ayudaron a elevar la causa de Savimbi en Washington y promovieron la transferencia de armas estadounidenses a su guerra.
Johns y otros conservadores estadounidenses se reunían periódicamente con Savimbi en la remota Jamba, lo que culminó en la "Internacional Democrática" en 1985. Más tarde, Savimbi recibió los elogios del presidente estadounidense Ronald Reagan, quien lo aclamó como un luchador por la libertad y habló de Savimbi ganando una victoria que "electrifica al mundo", mientras que otros insinuaron un régimen mucho más oscuro, descartando a Savimbi como un propagandista hambriento de poder.
Después de las elecciones generales angoleñas de 1992, UNITA perdió el apoyo de los Estados Unidos y solo fue apoyada por Sudáfrica.

### Guerra de Independencia
La guerra entre las autoridades portuguesas y los diferentes grupos era un conflicto larvado, pero gradualmente se hizo más costoso para el gobierno en Lisboa. Después de la Revolución de los Claveles en 1974, el gobierno socialista se comprometió a hacer un alto en la lucha y dar la autodeterminación a los pueblos de las colonias de Angola, Mozambique, Guinea Portuguesa, Cabo Verde, São Tomé e Príncipe y Timor Oriental. En el caso de Angola, donde había el inicio de una guerra civil entre las guerrillas derechistas e izquierdistas, además de la guerra colonial, el gobierno de Lisboa decidió dar el control al grupo que pudiera tener el control el 11 de noviembre de 1975 de la capital Luanda. La República de Sudáfrica, en aquel tiempo controlada por el régimen racista del apartheid, EE. UU., y Zaire (lo que era Congo) apoyaron al FNLA, en un intento de detener el ascenso de fuerzas progresistas izquierdistas, prosoviéticas y para ganar el control de los recursos naturales angoleños. Cuba y la URSS enviaron armas y consejeros al MPLA, y la República Popular China a UNITA. Pero el MPLA y UNITA estaban mejor armados y el FNLA perdió sus posiciones en el centro del país antes el 11 de noviembre. En aquella fecha, el MPLA obtuvo el control de Luanda y recibió el poder. Los dos movimientos de la oposición continuaron luchando contra el nuevo gobierno.

### Guerra Civil
Después del triunfo del MPLA contra el régimen colonial, la UNITA trasladó su afiliación de China a los Estados Unidos (que ya los apoyaban disimuladamente) y Sudáfrica, que había abandonado al FNLA en derrota en la campaña norteña del MPLA, que estaba asesorada y apoyada por Cuba en la llamada (Operación Carlota). La ciudad de Huambo, que era la región de nacimiento de Savimbi, se convirtió en su mayor base. En 1970 y 1980, Sudáfrica envió gradualmente mayores cantidades de tropas mercenarias y material de guerra para socavar el gobierno del Presidente Agostinho Neto, en respuesta al apoyo de Neto a la lucha del Organización del Pueblo de África de Sudoeste por la independencia de Namibia. Cuba envió tropas ante esta situación, a petición casi a gritos de ayuda del gobierno angoleño, y así le daba más calor a la Guerra Fría en la región. En 1984 el FNLA derrotada finalizó su lucha contra el MPLA y desapareció de la escena política angoleña hasta las elecciones presidencial de 1992, cuando su jefe Roberto lanzó su candidatura apoyado por Estados Unidos y Sudáfrica. Entonces, Zaire se convirtió en un aliado adicional de la UNITA. En muchas fases de la guerra, el ejército de UNITA utilizó tácticas de "tierra quemada" para impedir que el Gobierno retomara zonas de su control. Esas tácticas incluían matanzas en aldeas enteras, desplazamiento forzado de civiles o utilizarlos como escudos humanos contra ataques del gobierno. El gobierno también utilizaba castigos brutales contra aquellos que ayudaran a los rebeldes. Hasta 2004 hubo 228.838 refugiados angoleños en el continente de África (quinto en la lista de países con dicho problema en África), a causa de la guerra civil. Savimbi recibió críticas por la utilización sistemática de menores secuestrados como soldados en su ejército.

#### Infraestructura

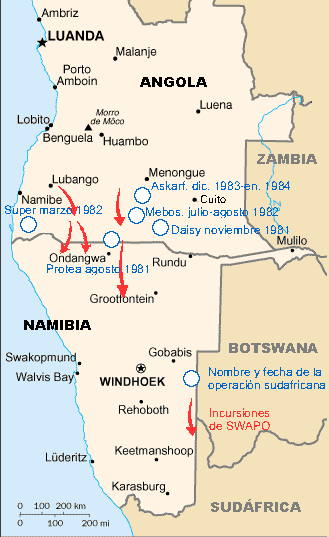
Incursiones de la SWAPO y operaciones de las SADF en Angola y Namibia, 1981-1984.

Aunque a Savimbi le gustaba hablar del conflicto como la lucha de los guerrilleros de UNITA contra una máquina gigantesca, representada por los rusos y cubanos, UNITA nunca fue una resistencia popular, pero sí un grupo muy bien armado (llegaron a tener 63.000 rebeldes entre sus filas en 1989, mientras el ejército del gobierno era de más de 200.000 hombres). Después de una campaña bien desarrollada en Jamba, una localidad de la provincia de Cuando Cubango, los conservadores estadounidenses, como Grover Norquist y Michael Johns, convencieron al gobierno del Presidente Ronald Reagan y a grupos privados norteamericanos a defender la guerra total, contra lo que Reagan llamó "El Imperio de mal". En las regiones más afectadas de la guerra en Angola, los conceptos de propiedad privada y libertad económica no existían, porque los dos ejércitos abusaron de la población de la zona para subsistir. Materiales militares para la UNITA llegaron de Sudáfrica y los EE. UU., pero comestibles, ropas, y mano de obra los tomó por el saqueo. Millones de angoleños perdieron sus propiedades y se vieron forzados a trabajar o luchar por ellos. Aunque tanto la UNITA como el MPLA cometieron crímenes, es reconocido que los crímenes de la UNITA fueron más crueles y numerosos.
Al comenzar 1987 la UNITA estaba en la cima de su poderío. Controlaba una «zona liberada» poblada por un millón de personas.

#### Cuito Cuanavale
En 1987 las tropas del EPLA (Ejército Popular para la Liberación de Angola, a partir de 1974 llamado FAPLA, Fuerzas Armadas Populares para la Liberación de Angola) y Cuba asaltaron todos los frentes de la UNITA en el sudeste. Los dos bandos se encontraron en Cuito Cuanavale, el 10 de septiembre, y lucharon durante un año. La batalla es conocida como la más grande en la historia africana desde la Segunda Guerra Mundial. En las luchas tomaron parte los ejércitos del Gobierno, la UNITA, Cuba y Sudáfrica. El número de bajas nunca fue publicado, pero la importancia de la batalla lo prueba el hecho de que las fuerzas sudafricanas, especialmente la aeronáutica, fueran derrotadas por enemigos con tecnología igual o superior. La UNITA tuvo que retroceder al sur para impedir un triunfo total del Gobierno. El resultado final incluyó además la retirada de las fuerzas sudafricanas y una contraofensiva cubana que incluyó golpes aéreos de Mig-23 a objetivos sudafricanos ubicados en la frontera de Namibia. Cuito Cuanavale es conocido por muchos historiadores como el "Stalingrado sudafricano" por el enorme costo de la derrota en la batalla, lo que propició que Sudáfrica terminara sus operaciones en Angola, reconociera la independencia de Namibia y acabara con el apartheid.

#### Cese del fuego: 1991-93
La guerra continuaba, a pesar de Cuito Cuanavale, pero, en 1991, la UNITA y el gobierno, con observadores de Portugal y 18 países africanos, firmaron el Acuerdo de Bicesse que supuso un cese al fuego y la convocatoria a elecciones. El Presidente José Eduardo dos Santos obtuvo el 49% contra las 40% de Savimbi en la primera vuelta (1992), como los candidatos más votados. Savimbi no admitió los resultados e inconforme con su derrota reanudó la guerra en noviembre de ese año.

#### El Asedio: 1992-94
La segunda parte de la guerra civil, aunque implicaba a menos países, hizo más daño que la primera. UNITA rodeaba ciudades como Huambo, Benguela, y Lobito y no permitía la entrada de las organizaciones de ayuda humanitaria. Pero los fuerzas del Gobierno, demostrando que sin los cubanos también eran eficaces, lucharon contra la UNITA durante meses sin rendirse, en el asedio de Huambo murieron 15.000 personas, incluyendo muchos oficiales superiores de la UNITA, lo que debilito bastante al grupo rebelde. La UNITA nunca logró el control de una ciudad, y tuvo que retroceder cuando fuerzas especiales de la policía y el ejército contraatacaron con mayor vigor. En 1994 UNITA y el gobierno firmaron el Protocolo de Lusaka en la capital de Zambia. El acuerdo se mantuvo durante dos años, en los que 25.000 guerrilleros se desmovilizaron pero en 1996 las luchas siguieron y el Gobierno de Unidad Nacional de 1998 tampoco ayudó, ya que contrató 5000 mercenarios sudafricanos.

#### La Fase Final: 1998-2003
Hasta 1998, UNITA dispuso sus bases en el sudeste del país, pero, después de una ofensiva del Gobierno, el movimiento se trasladó al noreste. Mientras que el Gobierno utilizó las grandes reservas de petróleo de Cabinda para costear la guerra, la UNITA recurrió a los yacimientos de diamantes en el noreste. Por eso, los diamantes que salieron de Angola en los años 90 y posteriores se llamaron "diamantes de sangre", ya que fueron obtenidos por esclavos de la UNITA. Pero los ingresos de los diamantes, cada vez más mermados por la puesta en marcha del Proceso de Kimberley no bastaron para luchar contra el Gobierno, que recuperó provincia tras provincia y finalmente destruyó el ejército de la UNITA. Savimbi y sus fieles tuvieron que retroceder a la selva y practicar una guerra de guerrillas al viejo estilo. En esta etapa de los 16 grupos que formaban la UNITA, cada uno bastante autónomo, 12 fueron destruidos o desmovilizados y el resto retrocedió a la frontera con Zambia, incluyendo la provincia de Huambo su principal centro de operaciones. 
En el 22 de febrero de 2002, Jonás Savimbi murió en una emboscada. Su muerte fue el fin de la guerra más larga en la historia de África. Antonio Dembo le sucedió como presidente del movimiento, aunque murió también poco después. El General Paulo Lukamba asumió el poder hasta la elección de un nuevo jefe. Mientras, la UNITA declaró un cese al fuego incondicional con el gobierno y comenzó el desarme de sus soldados, de sus 50.000 rebeldes sobrevivientes unos 5.000 se sumaron al ejército. En las elecciones de 2003, Lukamba, Dino Chingunji, y Isaías Samakuva tomaron parte, y Sakamuva triunfó. En noviembre de 2019 Adalberto Costa Júnior fue elegido como nuevo líder del partido, sucediendo a Samakuva.
Hoy la UNITA es un partido de posturas de centroderecha que ejerce la oposición legal en la Asamblea Nacional con 51 escaños.

## Resultados electorales

### Presidenciales
| Año  | Candidato     | Votos     | %                | Resultado |
| ---- | ------------- | --------- | ---------------- | --------- |
| 1992 | Jonas Savimbi | 1.579.298 | \| \| 40.07 % \| | No electo |
|      | 40.07 %       |           |                  |           |

### Parlamentarias
|  | 34.10 % |

|  | 10.39 % |

|  | 18.66 % |

|  | 26.70 % |

|  | 43.95 % |